# Daniel Grataloup

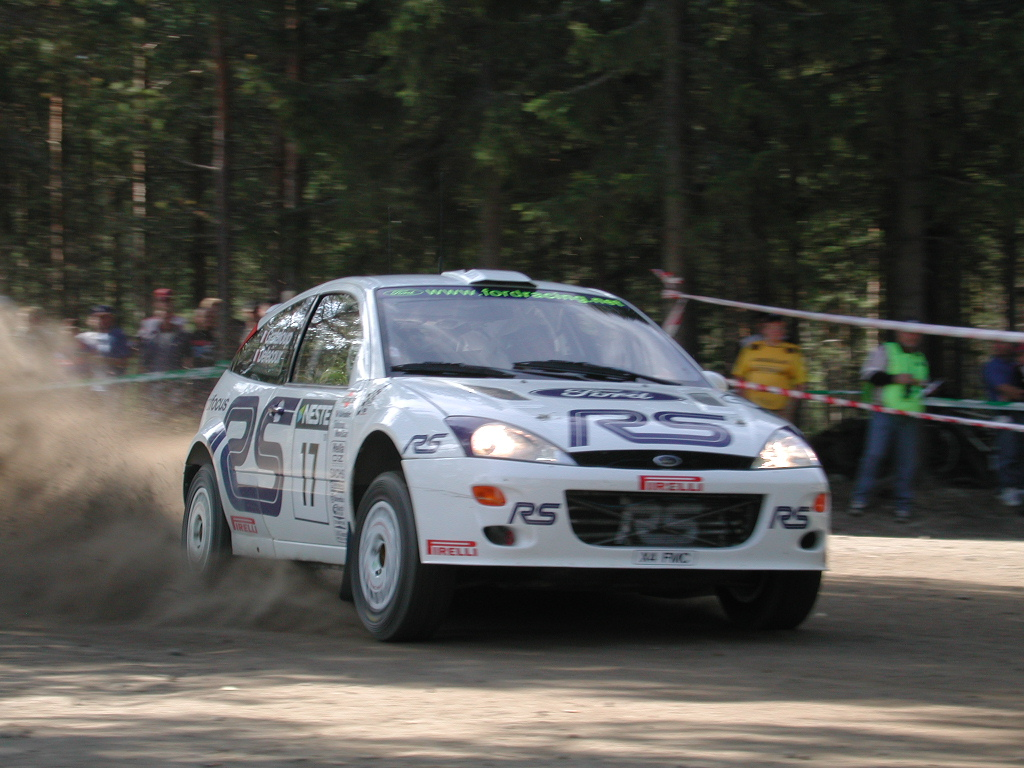
Delecourral a 2001-es finn ralin

Daniel Grataloup (1960. május 19. –) francia rali-navigátor.

## Pályafutása
1985-ben, Bernard Verhack navigátoraként debütált a rali-világbajnokságon. Pályafutása során több versenyző mellett dolgozott, ám karrierje jelentős részét François Delecour társaként töltötte. Delecourral 1991 és 2002 között vett részt világbajnoki futamokon. Ez időszak alatt több gyári csapatban versenyeztek, négy világbajnoki győzelmet, és tizenhat dobogós helyezést szereztek. 1993-ban a második helyen zárt kettősük a világbajnokság összetett értékelésében, ám a navigátorok között Daniel gyűjtötte a legtöbb pontot.

### Rali-világbajnoki győzelmei
| #  | Dátum              | Rali             | Versenyző         | Autó                    | Összefoglaló |
| -- | ------------------ | ---------------- | ----------------- | ----------------------- | ------------ |
| 1. | 1993. március 3-6  | Portugál rali    | François Delecour | Ford Escort RS Cosworth | Összefoglaló |
| 2. | 1993. május 2-4    | Korzika-rali     | François Delecour | Ford Escort RS Cosworth | Összefoglaló |
| 3. | 1993. november 2-4 | Katalán rali     | François Delecour | Ford Escort RS Cosworth | Összefoglaló |
| 4. | 1994. január 22-27 | Monte Carlo-rali | François Delecour | Ford Escort RS Cosworth | Összefoglaló |